# Hydrocotyle benguetensis
Hydrocotyle benguetensis är en växtart i släktet Hydrocotyle och familjen araliaväxter.
Arten är en perenn ört som förekommer i Sydkorea och Japan samt på Taiwan och Filippinerna. Den beskrevs av Adolph Daniel Edward Elmer 1909.